# 불완전 경쟁
경제학에서 불완전 경쟁(不完全競爭, imperfect competition)은 완전 경쟁의 조건을 만족하지 않는 시장을 말한다.

## 개요
완전경쟁의 세 조건에서 하나라도 결여되면 경쟁은 불완전하게 된다. 지금 공급측만을 언급하기로 하고, 먼저 순수경쟁의 조건을 없애 놓고 보자. 그렇게 되면 판매자의 수가 적어지므로 개개의 판매자의 공급량의 증감이 시장가격에 영향을 미치게 된다. 다음에 완전시장의 셋째 조건, 즉 수요의 무차별성의 조건을 없애 보자. 현실적으로 우리는 같은 상품에 대해서 전적으로 무차별한 구입 방법을 취하는 것은 아니다. 같은 전기기구라도 어떤 회사의 상표가 좋다든지, 다른 곳보다 다소 비싸더라도 타성적으로 언제나 특정의 가게에서 사게 되나. 즉 수용의 편향(偏向)의 결과, 같은 상품에 대해서 약간의 가격의 차이가 생기게 된다. 이 두 가지의 의미에서 경쟁에 불완전성이 생기고 있는 시장을 불완전경쟁 시장이라고 한다.

## 종류
불완전 경쟁의 종류로는
- 독점: 공급자가 1명인 경우.
- 과점: 공급자가 소수인 경우.
- 독점적 경쟁: 품질의 차이가 있는 상품을 파는 여러 공급자가 있는 경우.
- 수요 독점: 수요자가 1명인 경우.
- 수요 과점: 수요자가 소수인 경우.
- 정보 비대칭: 어느 한 쪽이 정보의 이점을 가진 경우.

등이 있다.

## 같이 보기
- 완전 경쟁
- 독점적 경쟁
- 과점
- 독점
- 수요 독점
- 복점